# Edward VIII Windsor
Edward VIII, właśc. Edward Albert Chrystian Jerzy Andrzej Patryk Dawid, ang. Edward Albert Christian George Andrew Patrick David (ur. 23 czerwca 1894 w Richmond, zm. 28 maja 1972 w Paryżu) – książę Walii od 1911 (inaugurowany na zamku w Caernarfon), król Zjednoczonego Królestwa Wielkiej Brytanii i Irlandii Północnej i dominiów, cesarz Indii, Obrońca Wiary od 20 stycznia 1936 do abdykacji 11 grudnia 1936. Po ustąpieniu z tronu otrzymał tytuł księcia Windsoru (Duke of Windsor).

## Wczesne lata życia

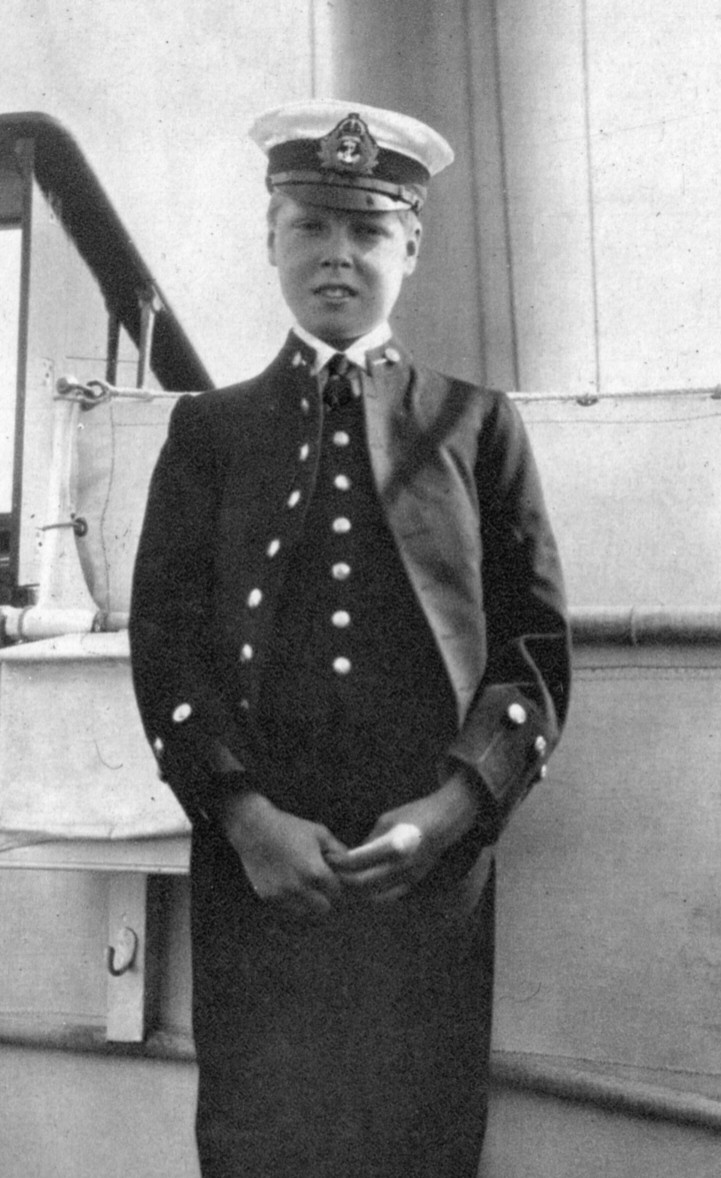
Edward w wieku około 10 lat (zdjęcie zrobione przez jego matkę)

Urodził się 23 czerwca 1894 w White Lodge, domu jego dziadków ze strony matki w Richmond w hrabstwie Surrey. Był najstarszym synem księcia Yorku (późniejszego króla Jerzego V) i Marii Teck, córki Franciszka, księcia Teck. Został ochrzczony w Green Drawing Room w White Lodge 16 lipca 1894 przez arcybiskupa Canterbury, Edwarda White’a Bensona. Imię Edward otrzymał po dziadku, księciu Walii (późniejszym Edwardzie VII), Albert otrzymał na prośbę prababki, królowej Wiktorii, na pamiątkę jej męża, a Chrystian na pamiątkę pradziadka Chrystiana IX, króla Danii, zaś imiona Jerzy, Andrzej, Patryk i Dawid otrzymał na cześć świętych patronów Anglii, Szkocji, Irlandii i Walii. Przez rodzinę był nazywany imieniem Dawid.
Książę i księżna Yorku nie zajmowali się wychowywaniem dzieci, podobnie jak większość brytyjskich rodziców z klasy wyższej, dlatego opiekę nad Edwardem i jego młodszym rodzeństwem sprawowały nianie, m.in. pani Peters. Kiedy został przez nianię zaprezentowany rodzicom, rozpłakany chłopczyk nie wywarł na nich pozytywnego wrażenia. Ojciec był dla syna surowy, dlatego Edward się go bał.
Początkowo kształcił się w domu, a w 1906 wstąpił jako kadet do szkoły marynarki wojennej w Osborne House w Cowes. W 1908 został przydzielony do bazy morskiej w Dartmouth. Dobrze się uczył i miał dobre stopnie ze wszystkich przedmiotów, poza matematyką. Jego ówcześni wychowawcy opisywali księcia jako mającego „przesadną potrzebę podobania się, zjednywania sobie ludzi”. W 1911 w Dartmouth zachorował na świnkę, która wówczas szalała wśród kadetów. Choroba miała u niego wyjątkowo ostry przebieg i później niektórzy upatrywali w tym przyczynę młodocianego i zniewieściałego wyglądu Edwarda, a także jego bezpłodności, z której on sam miał zdawać sobie sprawę. Zdaniem niektórych biografów, brak możliwości spłodzenia potomka miał zaważyć na decyzji króla o abdykacji.

## Książę Walii
Kiedy w 1910 zmarł król Edward VII, a ojciec księcia Edwarda został królem Jerzym V, młody Edward automatycznie uzyskał tytuły księcia Kornwalii i księcia Rothesay. 23 czerwca 1910 ojciec mianował go księciem Walii i hrabią Chester. Oficjalna inwestytura odbyła się na zamku w Caernarfon 13 lipca 1911. Po raz pierwszy od 1616 (inwestytura księcia Karola, późniejszego Karola I) ceremonia odbyła się w Walii, co było pomysłem wpływowego walijskiego polityka, Davida Lloyda George’a, podówczas konstabla zamku Caernarfon i Kanclerza Skarbu w liberalnym rządzie Asquitha. Edward z ceremonii w Caernarfon zapamiętał strój, który musiał założyć na uroczystość – krótkie spodnie z białej satyny, okrągłe nakrycie głowy i średniowieczny płaszcz z czerwonego weluru podbitego gronostajami. Edward uważał ten strój za „niedorzeczne przebranie” i zgodził się go założyć dopiero po burzliwej dyskusji z ojcem.
W 1912 przebywał kilka miesięcy w Paryżu u markiza de Breteuil, aby doskonalić się w języku francuskim. Po powrocie do Wielkiej Brytanii wystąpił z Royal Navy i rozpoczął naukę w oksfordzkim Magdalen College, który jednak opuścił po trzech latach bez żadnego tytułu naukowego. Jego ocena uniwersytecka brzmiała: Nigdy nie będzie miał skłonności do książek.

### Kariera w armii

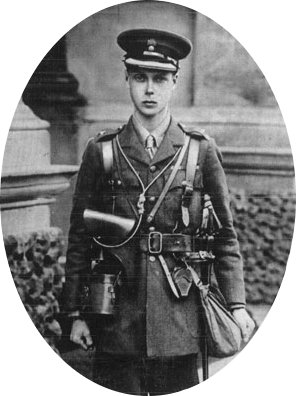
Edward podczas I wojny światowej (około 1915)

Po wybuchu I wojny światowej w 1914 wstąpił do Grenadierów Gwardii, mimo że był dużo niższy niż wymagano (miał 170 cm wzrostu przy regulaminowych 183 cm). Choć wyrażał wolę walki, ze względu na książęce pochodzenie na początku wojny był trzymany z dala od frontu, poza tym pozwalano mu jedynie na odwiedzanie szpitali i dokonywanie przeglądu wojsk. 29 września 1914 omal nie zginął, kiedy podczas inspekcji oddziałów w Vermelles pocisk artyleryjski trafił w jego samochód, zabijając kierowcę. Książę mimo to usilnie naciskał, aby przeniesiono go do jednostek frontowych i ostatecznie został promowany na oficera. Przejawiał w okopach zamiłowanie do ryzyka i pogardę śmierci, a podczas jednej z rozmów z ministrem wojny lordem Kitchenerem stwierdził: Co takiego się stanie, jeśli mnie zastrzelą? Mam czterech braci. Kitchener jednak odwołał Edwarda z linii frontu.
Resztę wojny książę spędził w Sztabie Generalnym jako adiutant dowódcy Brytyjskiego Korpusu Ekspedycyjnego, generała Johna Frencha. Wojnę zakończył w Mons w Belgii, jako major przydzielony do sztabu głównego Kanadyjskiego Korpusu Ekspedycyjnego. W 1916 otrzymał Military Cross, chociaż twierdził, że nań nie zasłużył.

### Królewskie obowiązki

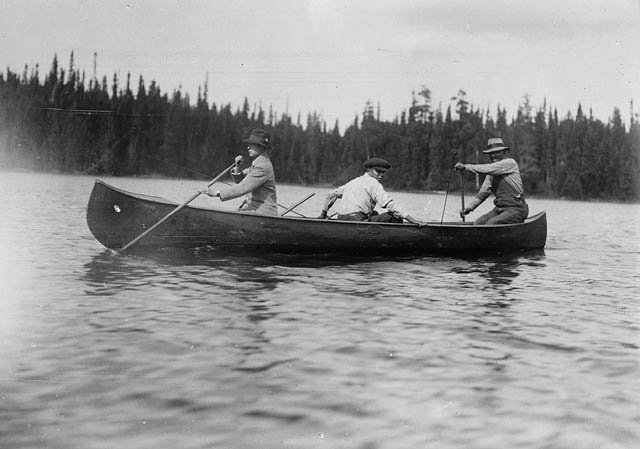
Edward (już książę Walii) na jeziorze Ontario w Kanadzie (wrzesień 1919)

Po zakończeniu wojny zaczął pasjonować się wyścigami konnymi, nawet brał udział jako dżokej w steeplechase (wyścigach z przeszkodami), ale po pechowym upadku ojciec zabronił mu uprawiania tego sportu. Edward spróbował więc sił w lotnictwie i uczył się pilotażu, ale tego też zakazał mu ojciec. Król widział syna w roli „nadzwyczajnego ambasadora” Korony i nakazywał mu odwiedzać kolejne kraje brytyjskiego imperium. Na pokładzie HMS „Renown” książę podjął w latach 1919–1935 szereg oficjalnych wizyt w ponad 50 krajach. Królewski protokół, oficjalne przemowy, przyjęcia i formalistyka podczas tych podróży ogromnie mu ciążyły, dlatego często lekceważył swoje obowiązki. W swoim dzienniku pisał: Jakaż to niedorzeczność te wizyty oficjalne! I jakie marnotrawstwo czasu!
Podczas oficjalnych wizyt często zachowywał się nieodpowiedzialnie – nie lubił oficjalnych przyjęć, na które zresztą często się spóźniał, uwielbiał za to suto zakrapiane imprezy w klubach nocnych, cenił sobie także towarzystwo osób o oryginalnym stylu bycia. Interesował się też modą – często nosił jaskrawe bryczesy i kraciaste pończochy. Pod pewnymi względami wiódł jednak żywot ascety – spał niewiele oraz mało jadł z uwagi na obsesyjną obawę przed tyciem. Pił za to dużo alkoholu oraz palił papierosy, co miało zły wpływ na jego kondycję oraz powodowało, że czasem nie miał siły sprostać napiętemu grafikowi zadań.
W latach 20. i 30. cieszył się powszechną popularnością i uwielbieniem tłumów, stał się także jedną z najczęściej fotografowanych osób na świecie.
Podczas pobytu w Wielkiej Brytanii zawsze przejawiał zainteresowanie problematyką gospodarczą, odwiedzał ośrodki przemysłowe i okręgi górnicze. Ponadto interesował się historią.

### Romanse
W 1929 Jerzy V podarował Edwardowi rezydencję w Fort Belvedere niedaleko Sunningdale w hrabstwie Berkshire, gdzie książę nawiązał wiele romansów. Upodobał sobie starsze od niego mężatki, wśród nich były m.in. dziedziczka angloamerykańskiej fortuny tekstylnej Freda Dudley Ward (byli kochankami przez 16 lat), amerykańska aktorka filmowa Mildred Harris i Thelma Furness (ich romans trwał pięć lat). Ta ostatnia późną jesienią 1930 przedstawiła Edwarda Wallis Simpson, żonie przedsiębiorcy Ernesta Simpsona (wcześniejszej rozwódce). Edward i Wallis spotkali się ponownie w 1931 i 1932. Księciu przypadła do gustu jej niezależność i bezpośredniość. Kiedy w 1933 lady Furness wyjeżdżała do Stanów Zjednoczonych, powierzyła Edwarda opiece Simpson. Właśnie wtedy Edward i Wallis zostali kochankami, a od maja 1934 byli niemal nierozłączni. Niedługo później Edward przedstawił Wallis swoim rodzicom, jednak ci dość chłodno ocenili wybrankę syna. Silnie zauroczony osobą Wallis, obdarowywał ją drogimi prezentami, w tym biżuterią. Był masochistą.
Królowi Jerzemu nie przypadały do gustu romanse syna i często wyrażał obawę, co się stanie, gdy Edward odziedziczy koronę. W roli swojego dziedzica widział młodszego syna, Alberta lub ulubioną wnuczkę, Elżbietę, a kiedyś powiedział: Mam nadzieję i modlę się do Boga, że mój najstarszy syn Edward nigdy się nie ożeni i nie będzie miał dzieci, a wtedy nic nie będzie stało na przeszkodzie w drodze Bertiego i Lilibet do tronu. Miłosny związek Edwarda i amerykańskiej rozwódki znalazł się także w kręgu zainteresowań specjalnego oddziału londyńskiej policji, która miała za zadanie zbadać prawdziwą naturę ich związku. Zachował się niedatowany raport opisujący wizytę pary w sklepie z antykami – sprzedawca stwierdził, że „dama wydawała się mieć Księcia Walii całkowicie pod pantoflem”. Związek następcy tronu wzbudzał zainteresowanie ówczesnych elit politycznych, i to nie tylko brytyjskich.

## Król Edward VIII
Został królem tuż po śmierci króla Jerzego V 20 stycznia 1936. Ojciec w testamencie pozostawił mu prawo do dożywotniego użytkowania rezydencji Balmoral i Sandringham. Następnego dnia po zostaniu władcą złamał protokół, przypatrując się proklamacji swojej osoby jako króla z okna St. James’s Palace w towarzystwie Wallis Simpson. Był pierwszym brytyjskim królem, który latał samolotem – przyleciał z Sandringham do Londynu na posiedzenie Tajnej Rady związane z jego wstąpieniem na tron. Ponadto zamawiał taksówki dla Wallis Simpson.
Społeczeństwo brytyjskie wychodziło właśnie z głębokiego kryzysu gospodarczego i wiązało wielkie nadzieje z nowoczesnym i wysportowanym królem. Edward cieszył się wówczas ogromną popularnością w społeczeństwie, ale mniejszą w kręgach związanych z IV Rządem Narodowym pod przewodnictwem konserwatysty Stanleya Baldwina. Jego poglądy budziły niepokój rządu, zwłaszcza zażyłe stosunki z ambasadorem III Rzeszy w Londynie, Joachimem von Ribbentropem, z którym zresztą podobno romansowała Simpson. Pracownik francuskiej ambasady Girard de Charbonnières pisał: Czy należy na tej podstawie wnioskować, że przeczuwający to premier postanowił pozbyć się Edwarda VIII, zanim ten zdążyłby zaszkodzić, i że królewski romans z panią Simpson był tylko pretekstem? Nie sądzę, by tak było, niemniej jest rzeczą pewną, że odejście monarchy nie sprawiło rządowi przykrości. Królowi zarzucano także naruszenie konstytucyjnego obowiązku powściągliwości w kwestiach politycznych, kiedy w listopadzie 1936 sytuację bezrobotnych w kopalniach południowej Walii podsumował słowami: Coś trzeba zrobić, by znaleźć dla nich pracę. Możecie być pewni, że zrobię dla was wszystko, co możliwe. Króla oskarżano również o dążenia absolutystyczne, co Edward później odparł, tłumacząc: Nie zamierzałem nic więcej, niż otworzyć okna i wpuścić do szacownej instytucji trochę świeżego powietrza, jakim miałem w zwyczaju oddychać, gdy byłem księciem Walii. Moją skromną ambicją było poszerzenie nieco podstaw monarchii, uwrażliwienie jej na nowe uwarunkowania naszych czasów. Uchodził za króla często łamiącego sztywne zasady protokołu, co tłumaczono chęcią zmodernizowania monarchii. Niepokój budziło ujawnianie przez niedyskretnego i skorego do nadużywania alkoholu króla treści tajnych dokumentów osobom niepowołanym, brak oczytania Edwarda, lekceważenie przez niego obowiązków i udostępnianie poufnych dokumentów żonie.
16 lipca 1936 miał miejsce zamach na życie króla. Irlandczyk Jerome Brannigan, znany też jako George Andrew McMahon, miał zamiar wystrzelić w stronę króla, gdy ten wyjedzie konno z Constitution Hill niedaleko pałacu Buckingham. Policja jednak zauważyła rewolwer i obezwładniła niedoszłego zamachowca. Brannigam podczas procesu twierdził, że do zamachu na króla wynajęła go „zagraniczna władza”, a on poinformował o tym planie MI5 i chciał mu pomóc w ujęciu prawdziwego winowajcy. Sąd nie uwierzył w jego wersję i skazał go na rok więzienia.
Tymczasem pojawiły się plotki mówiące o tym, że król zamierza poślubić Wallis Simpson, która złożyła pozew rozwodowy w sądzie w Ipswich. Latem 1936 król afiszował się z kochanką podczas rejsu po Morzu Śródziemnym na pokładzie luksusowego jachtu „Nahlin”. Brytyjska prasa powstrzymywała się od komentowania romansu (uważało się wówczas, że nie godzi się dżentelmenowi atakować członka rodziny królewskiej, któremu etykieta zabraniała odpowiadać na ataki), jednak bez skrępowania opisywały go gazety zagraniczne. 27 października sąd orzekł rozwód Wallis Simpson i choć nic już nie stało na przeszkodzie jej małżeństwu z królem, to związkowi sprzeciwiały się rodzina królewska, rząd i opinia publiczna, które uważały, że król swoim związkiem z amerykańską rozwódką wyrzekł się Kościoła oraz zdradził koronę i naród.

## Kryzys abdykacyjny

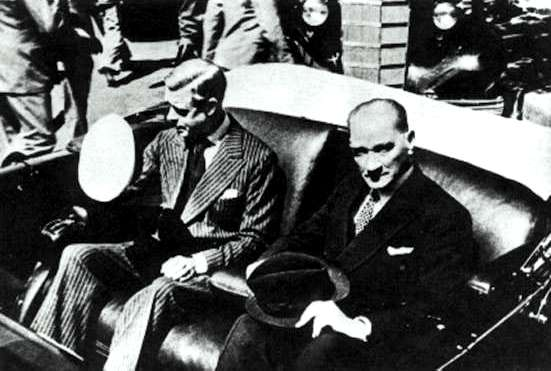
Edward VIII oraz prezydent Turcji Mustafa Kemal Atatürk w Stambule, 4 września 1936

16 listopada 1936 Edward zaprosił do pałacu Buckingham premiera Stanleya Baldwina, a podczas spotkania wyraził chęć poślubienia Wallis Simpson. Baldwin poinformował króla, że jego związek jest „moralnie nie do zaakceptowania”. Małżeństwu króla z dwukrotną rozwódką sprzeciwiał się również Kościół, a Brytyjczycy nie tolerowali myśli o Wallis Simpson jako swojej królowej. Para wówczas rozważała zawarcie małżeństwa morganatycznego, ale pomysł ten został odrzucony przez brytyjski gabinet oraz rządy dominiów Korony brytyjskiej. Premierzy Australii, Kanady i Południowej Afryki wyrazili swój stanowczy sprzeciw wobec tego małżeństwa, Wolne Państwo Irlandzkie wyraziło swoją obojętność i bezstronność w sprawie królewskiego małżeństwa, natomiast rząd Nowej Zelandii, który po raz pierwszy usłyszał wówczas o Wallis Simpson, wyraził tylko swoje wielkie zdziwienie. Dowiedziawszy się o tym, Edward stwierdził, że „w Kanadzie, Australii i w koloniach żyje bardzo mało ludzi […], a więc kwestia odpowiedzialności wobec kolonii nie ma większego znaczenia”.
Król poinformował Baldwina, że abdykuje, jeżeli nie będzie mógł poślubić swojej wybranki. Podczas spotkania z królem 2 grudnia 1936 Baldwin przedstawił mu trzy wyjścia: zrezygnować z małżeństwa z Wallis Simpson, poślubić ją wbrew stanowisku gabinetu albo abdykować. Jasne było, że Edward nie porzuci myśli o ślubie, z kolei ślub bez zgody ministrów spowodowałby podanie się rządu do dymisji i kryzys konstytucyjny. Król wybrał więc abdykację. 3 grudnia prasa przerwała milczenie i skrytykowała związek króla. Wallis w tym czasie otrzymywała pogróżki, a przed dziennikarzami i nieprzychylnym społeczeństwem ukryła się w Cannes. Król stracił poparcie społeczeństwa, przeciwko niemu była klasa polityczna. Wprawdzie magnat prasowy lord Beaverbrook, mający poparcie Churchilla, zaproponował utworzenie „partii królewskiej” i obronę króla, ale nie miało to znaczenia. Pojawił się również pomysł, żeby w razie utrzymania się Edwarda na tronie i dymisji gabinetu Baldwina nowym premierem został Churchill.
8 grudnia 1936 król podjął decyzję o abdykacji, a dwa dni później podpisał dokumenty abdykacyjne w Fort Belvedere, w obecności swoich braci – księcia Yorku (a zarazem następcy tronu), księcia Gloucester i księcia Kentu. 11 grudnia po raz ostatni użył królewskiej prerogatywy i podpisał Królewską ustawę o abdykacji 1936, która obowiązywała tylko w Wielkiej Brytanii. Tego samego dnia ustawy o sukcesji tronu zostały podpisane przez władze dominiów Korony (Irlandia podpisała ustawę o stosunkach zagranicznych dopiero 12 grudnia).
W nocy 11 grudnia 1936 na falach BBC wygłosił mowę pożegnalną do narodu (napisaną z pomocą Churchilla), w której wyjaśnił motywy swojej abdykacji. Powiedział, iż „uznał za niemożliwe dźwiganie wielkiego ciężaru odpowiedzialności i wypełnianie królewskich obowiązków tak, jak by tego chciał, bez pomocy i wsparcia kobiety, którą kocha“, po czym dodał, iż była to „jego i tylko jego decyzja“, a Wallis „próbowała do ostatniej chwili przekonać go do innego rozwiązania”, jednak podjął tę „najpoważniejszą decyzję w jego życiu, mając na uwadze to, co w ostatecznym rozrachunku będzie najlepsze dla wszystkich”. Obwieścił także, iż jego następcą, jako król Jerzy VI, będzie książę Yorku. Melodramatyczne przemówienie, zamiast wzbudzić sympatię Brytyjczyków, zabrzmiało w ich uszach drobnomieszczańsko. Społeczeństwo nie wybaczyło Edwardowi porzucenia państwa dla amerykańskiej rozwódki, dlatego też nie okazało żalu, gdy 12 grudnia 1936 opuścił Anglię na pokładzie HMS „Fury”, którym udał się do Austrii.
Po uprawomocnieniu rozwodu 3 maja 1937 dołączył do Wallis Simpson, która wciąż przebywała w Cannes.

## „Kłopotliwy książę Windsoru”

### Nadanie tytułu
12 grudnia 1936 na pierwszym zebraniu Tajnej Rady król Jerzy VI oznajmił, że chce, aby pierwszą decyzją jego panowania było przyznanie jego bratu tytułu księcia Windsoru i najwyższych klas brytyjskich orderów. Choć oficjalne dokumenty zostały podpisane dopiero 8 marca 1937, Edward był już wcześniej określany jako książę Windsoru. Jako książę krwi królewskiej nie mógł on startować do wyborów w Izbie Gmin ani też wypowiadać się na tematy polityczne w Izbie Lordów.
Dokumenty datowane na 27 maja 1937 przyznawały księciu Windsoru „tytuł, tytulaturę i atrybuty Królewskiej Wysokości”, zaznaczały jednak, że „jego żona i potomkowie, jeśli takowi będą, nie będą mieli do nich żadnych praw”. Wśród brytyjskich ministrów zdania na temat tytulatury Edwarda były podzielone. Niektórzy uważali, że Wallis Simpson jako żona Edwarda powinna otrzymać wszystkie tytuły związane z godnością żony księcia krwi królewskiej. Z kolei inni argumentowali, że Edward, zrzekając się tronu, utracił prawo do wszystkich tytułów. 14 kwietnia 1937 prokurator generalny sir Donald Somervell przedstawił ministrowi spraw wewnętrznych, Johnowi Simonowi, memorandum podsumowujące poglądy jego samego, parlamentarnego radcy Granville’a Rama i lorda adwokata T.M. Coopera:
- Zgadzamy się z tym, że książę Windsoru nie powinien mieć pretensji do tytułu Królewskiej Wysokości. Innymi słowy, nic nie stoi na przeszkodzie, aby decyzja Króla o abdykacji spowodowała usunięcie go z listy posiadających prawa do królewskich tytułów.
- Kwestia ta musi być jednak rozważona z uwzględnieniem faktu, że z jak najbardziej usprawiedliwionych powodów książę posługuje się tym tytułem za wyraźną zgodą Jego Królewskiej Mości oraz że zwracano się do niego w ten sposób przy formalnych okazjach i w formalnych dokumentach.
- Doszliśmy także do wniosku, że nie ma żadnych podstaw prawnych do przyznania analogicznego tytułu żonie księcia Windsoru. Naszym zdaniem prawo do nadawania tego tytułu jest prerogatywą Króla, który może je nadawać lub nie, w zależności od sytuacji.

### Ślub z Wallis Simpson
Książę Windsoru poślubił Wallis Simpson w prywatnej ceremonii 3 czerwca 1937 w Chateau de Candé. Kiedy Kościół Anglii odmówił uznania tego małżeństwa, proboszcz z hrabstwa Durham, wielebny Robert Anderson Jardine, zaoferował gotowość do udzielenia ślubu, co książę z radością przyjął. Edward chciał zaprosić na ślub swoich braci, książąt Gloucester i Kentu, oraz kuzyna, lorda Louisa Mountbattena, jednak nikt z rodziny królewskiej nie uczestniczył w ceremonii, ponieważ zabronił im tego król Jerzy VI. Również w kolejnych latach Edward i jego żona byli traktowani przez rodzinę królewską z dużym dystansem, książę Windsoru otrzymał też zakaz pojawiania się na dworze królewskim.

### Kolejne konflikty z rodziną
Edward skonfliktował się z rodziną również o sprawy finansowe. Rząd odmówił bowiem umieszczenia księcia Windsoru na liście cywilnej. Książę utrzymywał się z pensji płaconej mu przez brata, wynoszącej ok. 11 tys. funtów rocznie. Zakończyło się to, kiedy Edward zażądał większej stawki, co spowodowało pogorszenie się jego relacji z resztą rodziny królewskiej. Edward pokłócił się również z matką, pisząc do niej w 1939, że „dalsza normalna korespondencja między nimi jest niemożliwa”. Zerwał również kontakty z bratem po tym, jak król zakazał połączeń telefonicznych z bratem, który to w pierwszych dniach panowania Jerzego VI telefonował prawie codziennie, domagając się od brata pieniędzy i tytułu Królewskiej Wysokości dla jego żony, czym zirytował władcę.
Edward sądził, że będzie mógł wrócić do Wielkiej Brytanii po roku lub dwóch latach spędzonych na wygnaniu we Francji, jednak król Jerzy VI (z poparciem swojej matki i żony) zagroził mu, że jeśli pojawi się na Wyspach bez pozwolenia, to straci subwencję. Król i królowa musieli jednak wypłacać Edwardowi dochody z zamku Balmoral i Sandringham House, które Edward odziedziczył po swoim ojcu Jerzym V i które nie przypadły Jerzemu VI automatycznie po abdykacji brata.

### Nazistowskie sympatie

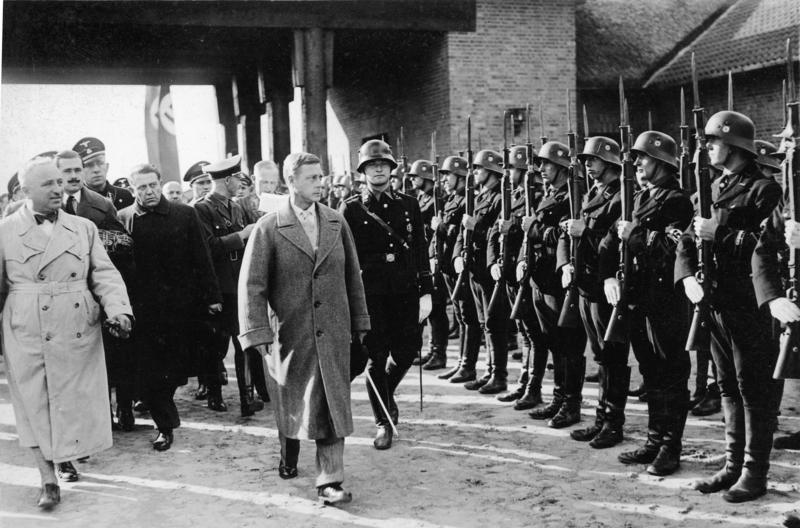
Książę Edward w nazistowskim ośrodku szkoleniowym koło Złocieńca

W 1935 kanclerz Rzeszy Adolf Hitler odrzucił traktat wersalski (przywrócił pobór do wojska i publicznie ogłosił remilitaryzację Niemiec), czym rzucił wyzwanie istniejącemu porządkowi międzynarodowemu. Edward jeszcze jako książę Walii utrzymywał serdeczne kontakty z niemieckim ambasadorem Leopoldem von Hoeschem. Gdy objął tron, ambasador wypowiadał się, że według niego nowy król wykazywał wiele sympatii dla narodu niemieckiego, w przeciwieństwie do poprzednika. Jak się okazało, ambasador był niemieckim szpiegiem i dzięki tej znajomości zdobywał wiele danych dla rosnącej w siłę III Rzeszy. Wydaje się prawdopodobne, że remilitaryzacja Nadrenii w marcu 1936, która nastąpiła właśnie w okresie panowania Edwarda na tronie brytyjskim, powiodła się m.in. dzięki tym informacjom. W 1937 para książęca odwiedziła Niemcy i spotkała się z Hitlerem w Berchtesgaden. Wizyta była szeroko komentowana przez niemieckie media. Rozmowa z Hitlerem trwała godzinę, odbyła się po niemiecku w serdecznej atmosferze. Książę zapewniał później, że nie rozmawiali o sprawach politycznych, a wizyta miała na celu zgłębianie problematyki społecznej, m.in. taniego budownictwa mieszkaniowego. Książę został jednak przyłapany na wykonywaniu nazistowskiego pozdrowienia. Edward zwiedził też nazistowski ośrodek szkoleniowy Ordensburg Krössinsee koło Złocieńca.

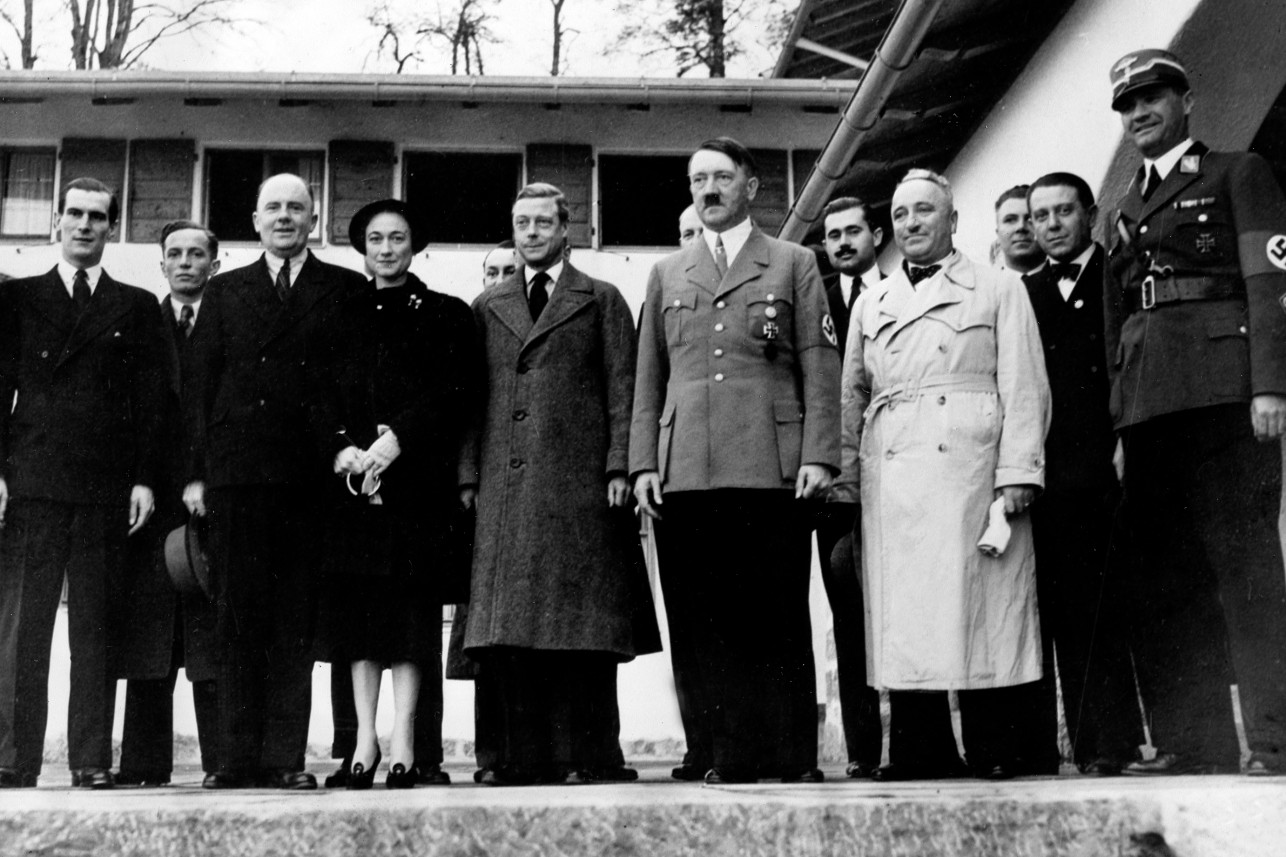
Para książęca na spotkaniu z Adolfem Hitlerem (1937)

Para książęca osiadła we Francji, gdzie kupili pałac Château de la Croë na Lazurowym Wybrzeżu, a wiosną 1939 odbyła podróż po USA i Kanadzie. Edward podczas pobytu w Verdun w maju 1939 wygłosił, bez konsultacji z Londynem, uroczysty apel o pokój. Powiedział: Osobiście ubolewam np. nad użyciem terminów, takich jak „okrążenie” czy „agresja”. One tylko wzniecają niebezpieczne polityczne namiętności, których tłumienie powinno być naszym celem. W sierpniu 1939, tuż przed wybuchem II wojny światowej, zwrócił się poprzez telegram do Adolfa Hitlera z prośbą o pokojowe rozwiązanie kryzysu w Europie, jednak już 2 września Niemcy i Anglia były w stanie wojny. Książę wówczas podjął starania o powrót do Wielkiej Brytanii i zgłosił gotowość służenia ojczyźnie w każdej placówce, na którą skieruje go król. Jerzy wyraził zgodę na przyjazd brata do Londynu. 12 września księcia przywiózł lord Mountbatten na pokładzie HMS „Kelly”, jednak natychmiast odesłano do Francji, gdzie jako generał major został przydzielony do Brytyjskiej Misji Wojskowej w Vincennes. W lutym 1940 niemiecki ambasador w Hadze hrabia Julius von Zech-Burkersroda ogłosił, że książę Windsoru był przyczyną ujawnienia alianckich planów obrony Belgii. Podczas niemieckiej ofensywy w maju 1940 książę z żoną uciekli na południe – na początku do Biarritz, w czerwcu do Barcelony i Madrytu, a lipcu do Lizbony, gdzie zamieszkali u Ricarda de Espírito Santo Silvy, bankiera o nazistowskich sympatiach.
Pronazistowskie sympatie księcia i jego gotowość do negocjacji pokojowych z Hitlerem skłoniły brytyjskie władze do wysłania księcia jak najdalej od miejsca politycznych wydarzeń. W sierpniu premier Churchill mianował księcia gubernatorem Bahamów. Zanim Edward odpłynął z Lizbony, próbował go porwać kierowany przez Waltera Schellenberga niemiecki wywiad, aby ponownie ogłosić go królem. Kierujący akcją Reinhard Heydrich, starając się dostać jak najszybciej do portu, zderzył się jednak z ciężarówką. Odpływając z Lizbony ekskról poinformował niemieckiego posła, barona Oswalda von Hoyningen-Huene, że jakakolwiek akcja polityczna z jego udziałem jest bezcelowa, ponieważ w Anglii nie ma zainteresowania zbliżeniem z Niemcami. 17 sierpnia 1940 książę Windsoru z żoną przybyli parowcem „Excalibur” na Bahamy.

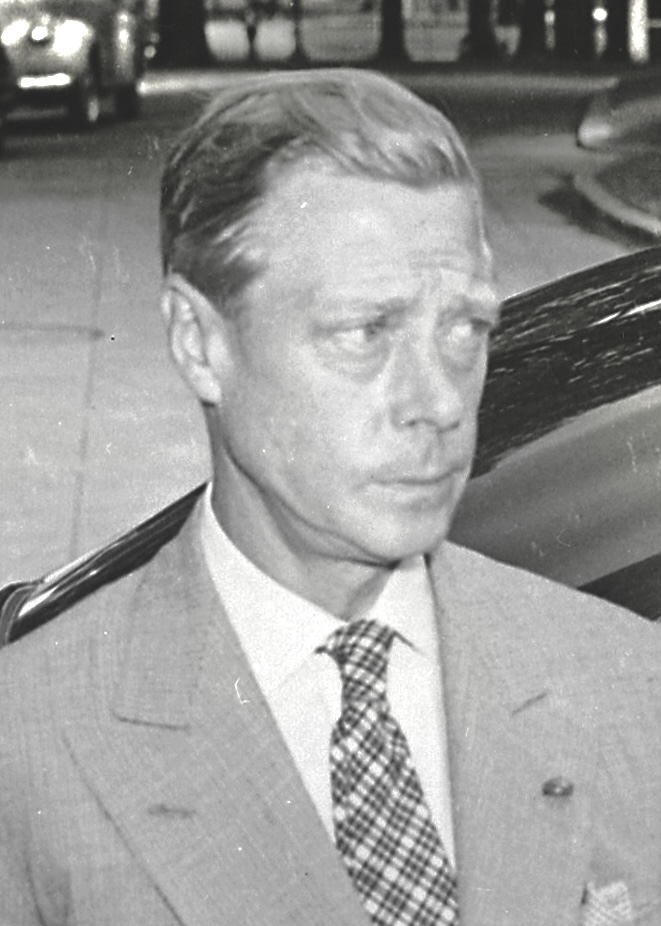
Książę Windsoru, 1945

Książę Windsoru, zostając gubernatorem, stał się pierwszym monarchą, który sprawował cywilną funkcję polityczną. Nie lubił swojego stanowiska, uważał wyspy za niewystarczająco prestiżowe do jego rangi. Ponadto metody, którymi rządził na wyspie, uważane były za rasistowskie. Już w 1943 chciał opuścić placówkę, jednak kiedy zaproponowano mu stanowisko gubernatora Bermudów, zdecydował się na pozostanie na Bahamach. Z urzędu ustąpił 15 marca 1945.
Austriacki ambasador, który był przyjacielem Jerzego V, wierzył, że Edward podziwiał nazizm i był zagorzałym antykomunistą, a także, że opowiadał się za sojuszem z Niemcami. Pamięć Edwarda o „niekończących się scenach koszmaru” I wojny światowej miała skłaniać go do polityki ustępstw na rzecz zachowania pokoju. Hitler uznawał Edwarda za przyjaznego nazistowskim Niemcom i miał powiedzieć, że „jego [Edwarda] abdykacja była dla nas wielką stratą”. Wielu historyków uważa, że Hitler przygotowywał przywrócenie tronu Wielkiej Brytanii Edwardowi, który miał ustanowić faszystowskie rządy w Wielkiej Brytanii. Uważa się, że książę (a zwłaszcza księżna) sympatyzowali z nazizmem przed II wojną i podczas jej trwania, a decyzja Edwarda o pozostaniu na Bahamach miała służyć ukryciu tych sympatii. W 1940 książę powiedział: W ciągu ostatnich 10 lat Niemcy całkowicie zmieniły się jako społeczeństwo. Kraje, które nie potrafią samodzielnie dokonać takiej przemiany, winny poddać się polityce Niemiec. Podczas okupacji Francji książę poprosił wojska niemieckie o ochronę jego francuskich posiadłości, prośba ta została spełniona. Brytyjskie Foreign Office wyraziło swój sprzeciw, kiedy para książęca planowała rejs na jachcie szwedzkiego magnata, Axela Wenner-Grena, którego amerykański wywiad niesłusznie uważał za bliskiego przyjaciela Hermanna Göringa. Lord Caldecote pisał do Churchilla tuż przed wyjazdem księcia na Bahamy, że książę „znany z pronazistowskich sympatii może stać się centrum intryg”.
W kwietniu 1941 Niemcy rozpowszechnili plotkę, że prezydent Roosevelt nakazał nadzór policyjny pary książęcej, kiedy ta odwiedzała Palm Beach na Florydzie. Były książę wirtemberski (który był mnichem w amerykańskim klasztorze) poinformował FBI, że księżna jest kochanką ambasadora von Ribbentropa, pozostaje z nim w bliskich stosunkach i wciąż przesyła mu tajne informacje.
Po wojnie książę napisał w swoich pamiętnikach, że podziwiał Niemców, ale zaprzeczył pronazistowskim sympatiom. O Hitlerze napisał: Führer uderzył mnie swoją niecodzienną osobowością, swoją teatralną postawą i narzucającą się prezencją.

## Po II wojnie światowej

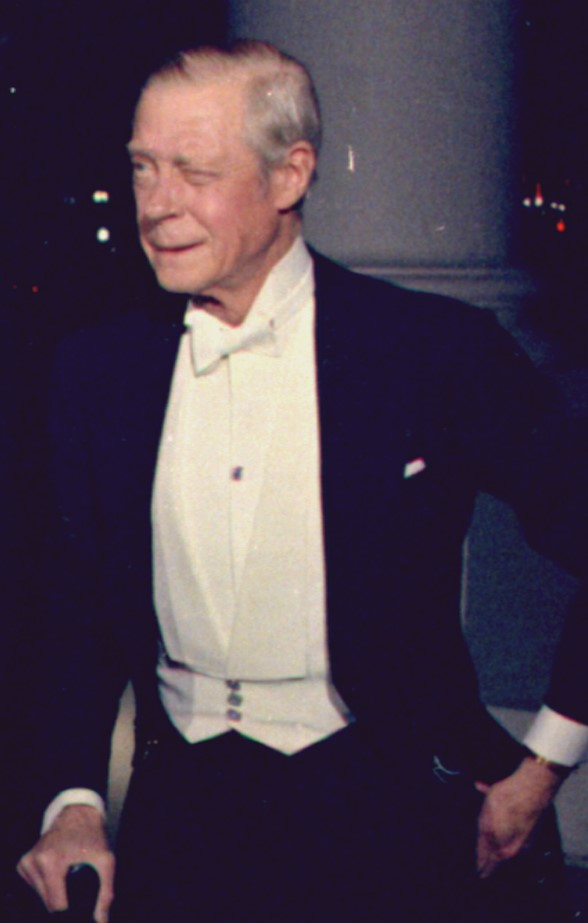
Książę Windsoru podczas spotkania
z prezydentem Nixonem, 1970

W październiku 1945 Edward udał się do Londynu, by przedyskutować warunki swojego powrotu, jednak król Jerzy nie zaoferował mu żadnych funkcji, a w dodatku odmówił księżnej wstępu na dwór. Edward i Wallis zamieszkali więc w Paryżu, w Moulin de la Tuilerie. Edward zaczął pisać pamiętniki, które najpierw były publikowane na łamach magazynu „Life”, a w 1951 zostały wydane w formie książki pt. A King’s Story. Książę czasami wybierał się do Anglii, zatrzymywał się wtedy w hotelu Claridge’s. Uczestniczył w pogrzebie swojego brata Jerzego VI w 1952, ale na koronację bratanicy Elżbiety II rok później nie został zaproszony. W 1953 Edward i Wallis przeprowadzili się do domu przy Lasku Bulońskim, wynajętego od władz Paryża. Tam spędzili najbliższe lata, urozmaicane podróżami do Nowego Jorku, Biarritz czy Marbelli. Elżbieta II zakończyła wypłacanie rocznej renty dla stryja w związku z wypłynięciem na światło dzienne akt z Marburga, które potwierdzały ścisłe kontakty księcia z nazistami na najwyższym szczeblu władzy, w tym zapewnienia o sensie dalszego bombardowania Anglii, gdyż jakoby opór jego rodaków słabł, co doprowadzi do pokoju. Królowa zakazała Edwardowi wstępu do kraju.
Para książęca pojawiła się w programie Edwarda R. Murrowa Person to Person oraz złożyła wizytę prezydentowi Eisenhowerowi w 1955. W 1964 „The Sunday Times” rozpoczął kampanię na rzecz powrotu księcia Windsoru do Wielkiej Brytanii, potępiając anachroniczne postępowanie pałacu Buckingham wobec byłego króla, „skazanego za zbrodnię miłości”. W Izbie Gmin konserwatyści domagali się reemigracji byłego króla. Królowa Elżbieta II była jednak nieugięta. Nigdy nie uznała też ciotki jako księżnej Windsoru, co samej zainteresowanej nie przeszkadzało. Dopiero 10 marca 1965, kiedy książę był operowany w Londynie z powodu odklejenia siatkówki, bratanica odwiedziła go i zgodziła się na obecność księżnej Wallis. W następnych latach książę i księżna Windsoru regularnie odwiedzali Anglię, byli obecni m.in. na odsłonięciu tablicy pamiątkowej na cześć królowej Marii w 1967 i rok później podczas pogrzebu Maryny, księżnej Kentu. W 1970 udzielili 50-minutowego wywiadu dla BBC oraz zostali zaproszeni do Białego Domu przez prezydenta Nixona, w podzięce za przyjęcie go w Paryżu w latach 60., gdy jego kariera polityczna się załamała.
Mimo młodzieńczego wyglądu, Edward w latach 70. był już starym człowiekiem, wyniszczonym przez długotrwałe palenie i picie alkoholu. W listopadzie 1971 wykryto u niego raka krtani w stanie tak zaawansowanym, że operacja była bezcelowa. Królowa Elżbieta II wykorzystała oficjalną wizytę w Paryżu i odwiedziła stryja 19 maja 1972 w parku Bagatela. 10 dni później książę zmarł w ramionach swojej żony, szepcąc: Kochanie.... Został pochowany podczas prywatnej ceremonii we Frogmore House niedaleko Windsoru. Z okazji jego pogrzebu, który odbył się 5 czerwca, księżna Windsoru zatrzymała się w pałacu Buckingham, w którym spędziła trzy noce. Zmarła w 1986 i została pochowana obok męża.

## Dziedzictwo
- Życie Edwarda zostało opisane w trylogii Robertsona Daviesa. Jeden z jej bohaterów, Boy Staunton, darzy podziwem Edwarda VIII, spotyka się z nim i przyjmuje jego imię.
- Edward pojawia się również w książce The Leader Guya Waltersa, która przedstawia alternatywną wersję historii, gdzie Edward pozostaje królem, a Wallis Simpson zostaje królową. Rządzą razem powojenną faszystowską Anglią i są sprzymierzeni z Hitlerem, ale walczy z nimi główny bohater książki, kapitan James Armstrong.
- W 1972 premierę miała sztuka Royce’a Rytona Crown Matrimonial o kryzysie abdykacyjnym wywołanym przez księcia Windsoru[91]. Był to pierwszy w historii spektakl teatralny poświęconemu wciąż żyjącemu członkowi brytyjskiej rodzinie królewskiej[91].
- Książka Hannah Green pt. I Never Promised You a Rose Garden.
- Piosenka calypso „Edward VIII” autorstwa Trynidadczyka Lorda Caressera z 1937.
- W kreskówce z 1963 Królik Bugs wspomina, że był krawcem księcia Windsoru.
- Film telewizyjny The Woman I Love z Richardem Chamberlainem w roli Edwarda.
- W 1974 ukazała się książka Francesa Donaldsona pt. Edward VIII, która stała się kanwą miniserialu Edward and Mrs. Simpson z 1978[92] z Edwardem Foxem w roli Edwarda.
- W 2002 był bohaterem powieści Williama Boyda Any Human Heart opowiadającej o fikcyjnych spotkaniach autora z księciem Edwardem i księżną Wallis[92].
- W 2006 ukazała się książka Martina Allena pt. Tajny układ – jak książę Windsoru zdradził aliantów, w której autor szczegółowo opisał kontakty księcia z Niemcami w 1939 oraz opublikował fotokopie listu księcia do Hitlera.
- W 2011 premierę miał film w reż. Madonny W.E. inspirowany związkiem Wallis i Edwarda.
- Od imienia księcia nazwano trofeum drużynowe Prince of Wales Trophy w północnoamerykańskich rozgrywkach hokeja na lodzie NHL.
- W amerykańsko-brytyjskim serialu telewizyjnym The Crown została przedstawiona postać Edwarda, którą to zagrał Alex Jennings.

## Tytuły
- 1894–1898: Jego Wysokość, książę Edward z Yorku (His Highness, Prince Edward of York)
- 1898–1901: Jego Królewska Wysokość, książę Edward z Yorku (His Royal Highness, Prince Edward of York)
- 1901: Jego Królewska Wysokość, książę Edward z Kornwalii i Yorku (His Royal Highness Prince Edward of Cornwall and York)
- 1901–1910: Jego Królewska Wysokość, książę Edward z Walii (His Royal Highness Prince Edward of Wales)
- 1910: Jego Królewska Wysokość, książę Kornwalii (His Royal Highness The Duke of Cornwall)
- 1910–1936: Jego Królewska Wysokość, książę Walii (His Royal Highness The Prince of Wales)

W Szkocji
- 1910–1936: Jego Królewska Wysokość, książę Edward, książę Rothesay (His Royal Highness The Prince Edward, Duke of Rothesay)
- 1936: Jego Królewska Mość, Król (His Majesty The King)

Okazjonalnie, poza Zjednoczonym Królestwem, i z szacunku w Indiach
- 1936: Jego Cesarska Mość, Król-Imperator (His Imperial Majesty The King-Emperor)
- 1936–1937: Jego Królewska Wysokość, książę Edward (His Royal Highness The Prince Edward)
- 1937–1972: Jego Królewska Wysokość, książę Windsoru (His Royal Highness The Duke of Windsor) – używany bezpośrednio po abdykacji